# Кобаидзе, Арсен Алексеевич
Арсен Алексеевич Кобаидзе (1916 — ?) — советский хозяйственный, государственный и политический деятель, председатель колхоза имени Сталина села Земо-Кеди Цителицкаройского района Грузинской ССР Герой Социалистического Труда.

## Биография
Родился в 1916 году в Тифлисской губернии (ныне – Грузии). Грузин. Член КПСС с 1939 года.
Трудовую деятельность начал в 1934 году колхозником. Окончил Грузинский сельскохозяйственный институт (ныне – Аграрный университет Грузии).
В 1938-1945 годах служил в Красной армии. В 1939 году вступил в ВКП(б)/КПСС. Участник Великой Отечественной войны. Награждён орденом Отечественной войны II степени медалями.
После увольнения из Вооружённых Сил с 1946 года – председатель исполкома сельского Совета, а с 1948 года – председатель колхоза имени Сталина села Земо-Кеди Цителицкаройского района Грузинской ССР (ныне – Дедоплисцкаройского муниципалитета края Кахетия Грузии). За достигнутые успехи в развитии сельского хозяйства по итогам семилетнего плана (1959-1965) награждён орденом Ленина.
Указом Президиума Верховного Совета СССР от 8 апреля 1971 года за выдающиеся успехи, достигнутые в развитии сельскохозяйственного производства и выполнении пятилетнего плана продажи государству продуктов земледелия и животноводства, Кобаидзе Арсену Алексеевичу присвоено звание Героя Социалистического Труда с вручением ордена Ленина и золотой медали «Серп и Молот».
Руководил колхозом до выхода на заслуженный отдых.
Жил в селе Земо-Кеди (Грузия). Дата смерти не установлена.
Депутат Верховного Совета СССР 6-го (1962-1966) и 9-го (1974-1979) созывов.
Награждён 2 орденами Ленина (02.04.1966; 08.04.1971), орденами Отечественной войны 2-й степени (11.03.1985), «Знак Почёта» (12.12.1973), медалями.

## Награды
- Золотая медаль «Серп и Молот» (01.08.1959)
- Орден Ленина (24.02.1941)
- Орден Ленина (01.08.1959)

- Орден Отечественной войны II степени (11.03.1985)
- Орден Знак Почёта (12.12.1973)
- Медаль «За оборону Кавказа»
- Медаль «В ознаменование 100-летия со дня рождения Владимира Ильича Ленина» (6 апреля 1970)

- Медаль «За победу над Германией в Великой Отечественной войне 1941—1945 гг.» (9 мая 1945[2])
- Юбилейная медаль «Двадцать лет Победы в Великой Отечественной войне 1941—1945 гг.» (7 мая 1965[3])
- Юбилейная медаль «Тридцать лет Победы в Великой Отечественной войне 1941—1945 гг.»[4]
- Медаль «Сорок лет Победы в Великой Отечественной войне 1941-1945 гг.»[5]
- Медаль «Ветеран труда»
- Медаль «30 лет Советской Армии и Флота»[6]
- Юбилейная медаль «40 лет Вооружённых Сил СССР»[7]
- Юбилейная медаль «50 лет Вооружённых Сил СССР» (26 декабря 1967[8])
- Юбилейная медаль «60 лет Вооружённых Сил СССР» (28 января 1978[9])

- Знак «Гвардия»
- Знак МО СССР «25 лет Победы в Великой Отечественной войне» (24 апреля 1970)

## Память
- На могиле установлен надгробный памятник.
- Его имя увековечено в Главном Храме Вооружённых сил России, и навсегда запечатлено на мемориале «Дорога памяти»